# Peperomia hoffmannii
Peperomia hoffmannii är en pepparväxtart som beskrevs av C. Dc.. Peperomia hoffmannii ingår i släktet peperomior, och familjen pepparväxter. Inga underarter finns listade i Catalogue of Life.